# Luskinarji
Luskinarji (znanstveno ime Pholiota) so rod gliv iz družine strniščark (Strophariaceae). Znanstveno ime izhaja iz grške besede pholis, kar pomeni "luska".

## Značilnosti
Luskinarji so lesne gniloživke, ki pogosto rastejo na lesu ali ob vznožju dreves in na propadajočih drevesnih koreninah. Večinoma gre za velike in vpadljive gobe z luskastimi ali sluzastimi klobuki, ki rastejo v šopkih. Lističi so pritrjeni na bet, vendar se ne spuščajo po njemu. Na betu imajo obroček. Trosni prah je cimetovo do rjasto rjav. Trosi so gladki in ponavadi imajo kalilno poro. Kožica na klobuku (pileipellis) je po mikroskopom nitasta.

## Seznam Luskinarji Slovenije[5]
- sluzasti luskinar (Pholiota adiposa)
- žolti luskinar (Pholiota aurivella)
- ogljeni luskinar (Pholiota carbonaria)
- vrbov luskinar (Pholiota conissans)
- lepljivi luskinar (Pholiota decussata)
- plamenasti luskinar (Pholiota flammans)
- rumeni luskinar (Pholiota flavida)
- prožni luskinar (Pholiota gummosa)
- zvitobetni luskinar (Pholiota henningsii)
- vonjavi luskinar (Pholiota heteroclita)
- svinjski luskinar (Pholiota jahnii)
- bledi luskinar (Pholiota lenta)
- limonasti luskinar (Pholiota limonella)
- spolzki luskinar (Pholiota lubrica)
- danični luskinar (Pholiota lucifera)
- citronasti luskinar (Pholiota mixta)
- židki luskinar (Pholiota nameko)
- borov luskinar (Pholiota pinicola)
- topolov luskinar (Pholiota populnea)
- medli luskinar (Pholiota pudica)
- pripognjeni luskinar (Pholiota scamba)
- slinasti luskinar (Pholiota spumosa)
- hrapavi luskinar (Pholiota squarrosa)
- bodičasti luskinar (Pholiota squarrosoides)
- pozemski luskinar (Pholiota subsquarrosa)
- krivobetni luskinar (Pholiota tuberculosa)
- pomladanski luskinar (Pholiota vernalis)